# Radelchis II
Radelchis II (†907) was tweemaal prins van Benevento, eenmaal van 881 tot 884 en nog eens van 898 tot 900.

## Familie
Zijn vader was Adelchis, prins van 854 tot hij in 878 werd vermoord. Zijn zus was Ageltrude, die getrouwd was met Guido III van Spoleto, zijn jongere broer was Aiulf II.

## Context
Het vorstendom Benevento lag in de invloedssfeer van het Hertogdom Spoleto en de Byzantijnen. Zijn vader was pro-Byzantijns, zijn broer koos voor     
een onafhankelijke koers. De inmenging van zijn neef en voorganger Gaideris in het Prinsdom Capua zorgde er voor dat hij werd afgezet en vervangen door Radelchis II in 881. Drie jaar later zette zijn ambitieuze broer hem af en werd zelf prins. In 891 greep Byzantium in en stichtte het thema Longobardia.
In 895 slaagde Guido IV van Spoleto, neef van Guido III, het vorstendom Benevento te veroveren. Guido IV werd in 897 vermoord, Ageltrude ging bij haar zoon Lambert van Spoleto, koning van Italië, pleiten om haar broer terug te benoemen tot prins van Benevento, wat gebeurde. Atenulf I, prins van Capua, de nieuwe sterke man in Zuid-Italië, zette Radelchis II in 900 af. Het prinsdom Benevento en het prinsdom Capua waren nu verenigd tot de verovering van Zuid-Italië door de Normandiërs begin de elfde eeuw.